# Família Jukes
A família Jukes foi uma família do estado de Nova Iorque estudada no final do século XIX e início do século XX. Esses estudos fazem parte de uma série de análises de outras famílias, como os Kallikaks [en], os Zeros e os Nams, frequentemente citados como argumentos em apoio ao eugenismo, embora o estudo original dos Jukes, conduzido por Richard L. Dugdale [en], tenha enfatizado significativamente o ambiente como um fator determinante para criminalidade, doenças e pobreza (eutenia).

## Relatórios de Harris
Elisha Harris, médico e ex-presidente da American Public Health Association, publicou relatórios afirmando que Margaret, no interior do estado de Nova Iorque, era a "mãe de criminosos" e descreveu seus filhos como uma "raça de criminosos, indigentes e prostitutas".

## Estudo de Dugdale
Em 1874, o sociólogo Richard L. Dugdale, membro do comitê executivo da Prison Association de Nova Iorque e colega de Harris, foi designado para visitar prisões no interior de Nova Iorque. Em uma prisão no Condado de Ulster, ele encontrou seis membros da mesma família "Juke" (um pseudônimo), embora usassem quatro sobrenomes diferentes. Após investigação, descobriu que, de 29 homens "parentes diretos por sangue", 17 haviam sido presos e 15 condenados por crimes.
Ele pesquisou registros de presos em 13 prisões dos condados de Nova Iorque, além de asilos de pobres e tribunais, enquanto investigava a ancestralidade da família das colinas de Nova Iorque, na tentativa de identificar a base para sua criminalidade. Seu livro afirmou que Max, um pioneiro descendente de colonos holandeses iniciais, nascido entre 1720 e 1740, foi o ancestral de mais de 76 criminosos condenados, 18 donos de bordéis, 120 prostitutas, mais de 200 beneficiários de assistência social e dois casos de "deficiência mental".
Muitos dos criminosos também poderiam ser ligados a "Margaret, a Mãe de Criminosos", renomeada "Ada" em seu relatório, que se casou com um dos filhos de Max. Dugdale criou gráficos genealógicos detalhados e concluiu que pobreza, doenças e criminalidade assolavam a família. Ele estimou à Legislatura de Nova Iorque [en] que a família havia custado ao estado US$ 1.308.000. Dugdale publicou suas descobertas em The Jukes: A Study in Crime, Pauperism, Disease and Heredity em 1877.
Dugdale debateu a contribuição relativa do ambiente e da hereditariedade, concluindo que o ambiente precário da família era amplamente responsável por seu comportamento: "o ambiente tende a produzir hábitos que podem se tornar hereditários" (página 66). Ele observou que os Jukes não eram uma única família, mas um composto de 42 famílias, e que apenas 540 dos seus 709 indivíduos estudados eram aparentemente relacionados por sangue.
Ele defendeu mudanças no bem-estar público e melhorias no ambiente para prevenir criminalidade, pobreza e doenças, escrevendo: "saúde pública e educação infantil... são as duas pernas sobre as quais a moralidade geral do futuro deve caminhar" (página 119). O livro foi amplamente lido no século XIX e estimulou discussões sobre os papéis da hereditariedade e do ambiente. O termo "Jukes" tornou-se, junto com "Kallikaks" e "Nams" (outros estudos de caso de natureza semelhante), uma gíria cultural para os pobres rurais do sul e nordeste dos Estados Unidos. O historiador jurídico Paul A. Lombardo [en] afirma que o estudo da família Jukes logo foi transformado em uma "fábula de moralidade genética", que combinava noções religiosas de pecados dos pais com a pseudociência eugênica.

## Estudo de Estabrook
Um estudo de acompanhamento foi publicado por Arthur H. Estabrook [en], do Eugenics Record Office [en] em Cold Spring Harbor, Nova Iorque [en], em 1916, intitulado The Jukes in 1915 (Os Jukes em 1915). Estabrook observou que as conclusões de Dugdale de 1877 "não demonstram a herança de criminalidade, pauperismo ou prostituição, mas mostram que a hereditariedade, com certas condições ambientais, determina criminalidade, prostituição e pauperismo". Estabrook reanalisou os dados de Dugdale e os atualizou, incluindo 2.820 pessoas, adicionando 2.111 Jukes aos 709 estudados por Dugdale. Ele alegou que os Jukes vivos estavam custando ao público pelo menos US$ 2.000.000.
Os dados de Estabrook sugeriram que a família apresentava menos problemas ao longo do tempo, mas ele declarou que os Jukes eram "irredimíveis" e sofriam tanto quanto antes de "deficiência mental, indolência, licenciosidade e desonestidade". Enfatizando fortemente a hereditariedade, as conclusões de Estabrook inverteram o argumento de Dugdale sobre o ambiente, propondo que tais famílias deveriam ser impedidas de se reproduzir, já que nenhuma mudança ambiental poderia alterar sua herança genética para a criminalidade.
Fotografias de membros da família Jukes e de suas casas, bem como árvores genealógicas de alguns ramos da família, foram exibidas no Segundo Congresso Internacional de Eugenia, realizado no Museu Americano de História Natural em Nova Iorque em 1921. Historiadores observaram que as conclusões de Dugdale foram mal utilizadas por gerações posteriores: "A versão de Estabrook foi a que prevaleceu. Após 1915, os Jukes passaram a simbolizar a futilidade da mudança social e a necessidade de segregações eugênicas e esterilização". Cientistas, médicos, políticos, clérigos e a profissão jurídica dos Estados Unidos adotaram o movimento eugênico, e a pesquisa da família Jukes foi usada como evidência no caso Buck v. Bell [en], um processo da Suprema Corte dos Estados Unidos de 1927 que legalizou esterilizações forçadas nos Estados Unidos. Na década de 1930, a eugenia foi amplamente rejeitada por geneticistas, e após o conhecimento do programa de eugenia nazista, sua influência desapareceu.

## Pesquisas adicionais
Pesquisas na década de 1960 apontaram problemas fundamentais nos estudos, como o fato de os indivíduos não formarem uma única família e não serem necessariamente relacionados. Além disso, a tentativa de ligar uma característica, como a pobreza, à composição genética, ignorando questões ambientais, foi "totalmente descreditada", conforme observado pelo geneticista Andrés Ruiz Linares em uma revisão histórica de 2011.
Em 2001, um cemitério de asilo de pobres foi descoberto em New Paltz, no Condado de Ulster. Algumas das sepulturas não marcadas pertenciam a membros da chamada família Jukes. Mais informações foram encontradas nos arquivos da Universidade do Estado de Nova Iorque em Albany e em registros de um asilo de pobres esquecido do Condado de Ulster. Um livro de códigos, rotulado como "classificado", foi encontrado e listava os verdadeiros sobrenomes da família "Jukes". Centenas de nomes foram listados, incluindo Plough, Miller, DuBois, Clearwater, Bank e Bush. Max, o "fundador", foi identificado como Max Keyser. No entanto, "o mito das chamadas 'famílias geneticamente problemáticas' ainda persiste", disse Paul A. Lombardo, do Centro de Ética Biomédica da Universidade da Virgínia. "Mesmo hoje, os Jukes parecem estar ganhando uma terceira vida na internet, com alguns grupos religiosos e políticos invocando-os como exemplos de imoralidade herdada."